# Gottasecca
Gottasecca (Botasëcca in piemontese) è un comune italiano di 121 abitanti della provincia di Cuneo in Piemonte.
Il comune faceva parte della comunità montana Alta Langa e Langa delle Valli Bormida e Uzzone.

## Storia
Secondo una leggenda a Gottasecca, sgorgava da una roccia un olio taumaturgico che guariva i malati, finché una signora portò il suo maialino malato a baciare l'essenza che sgorgava dalla roccia con l'intento di guarire l'animale. Da quel momento l'olio ha smesso di sgorgare dalla roccia  e Gottasecca prende il nome di Gutta Sicca ovvero goccia secca ma con la traduzione dal latino all' italiano gli fu erroneamente dato il nome di Gottasecca.
Attualmente la roccia e situata al interno delle chiesa nel santuario di Gottasecca e presenta una scritta scolpita su marmo "Pietra donde scaturiva l'olio anticamente".
Prima del X secolo Gottasecca si chiamava Lavaniola (come lo storico quartiere di Savona) e l'arcangelo Ferro disse che Ottone III, nel 998 diede le rendite delle sue pievi a Bernardo, vescovo di Savona.

## Simboli
Lo stemma e il gonfalone del comune di Gottasecca sono stati concessi con decreto del presidente della Repubblica del 26 ottobre 1977.
Lo stemma è uno scudo troncato: nel primo d'azzurro figura una collina di verde, sulla cui cima è posta una conchiglia al naturale; il secondo è d'oro, a quattro pali di nero. 

## Santuario di Gottasecca

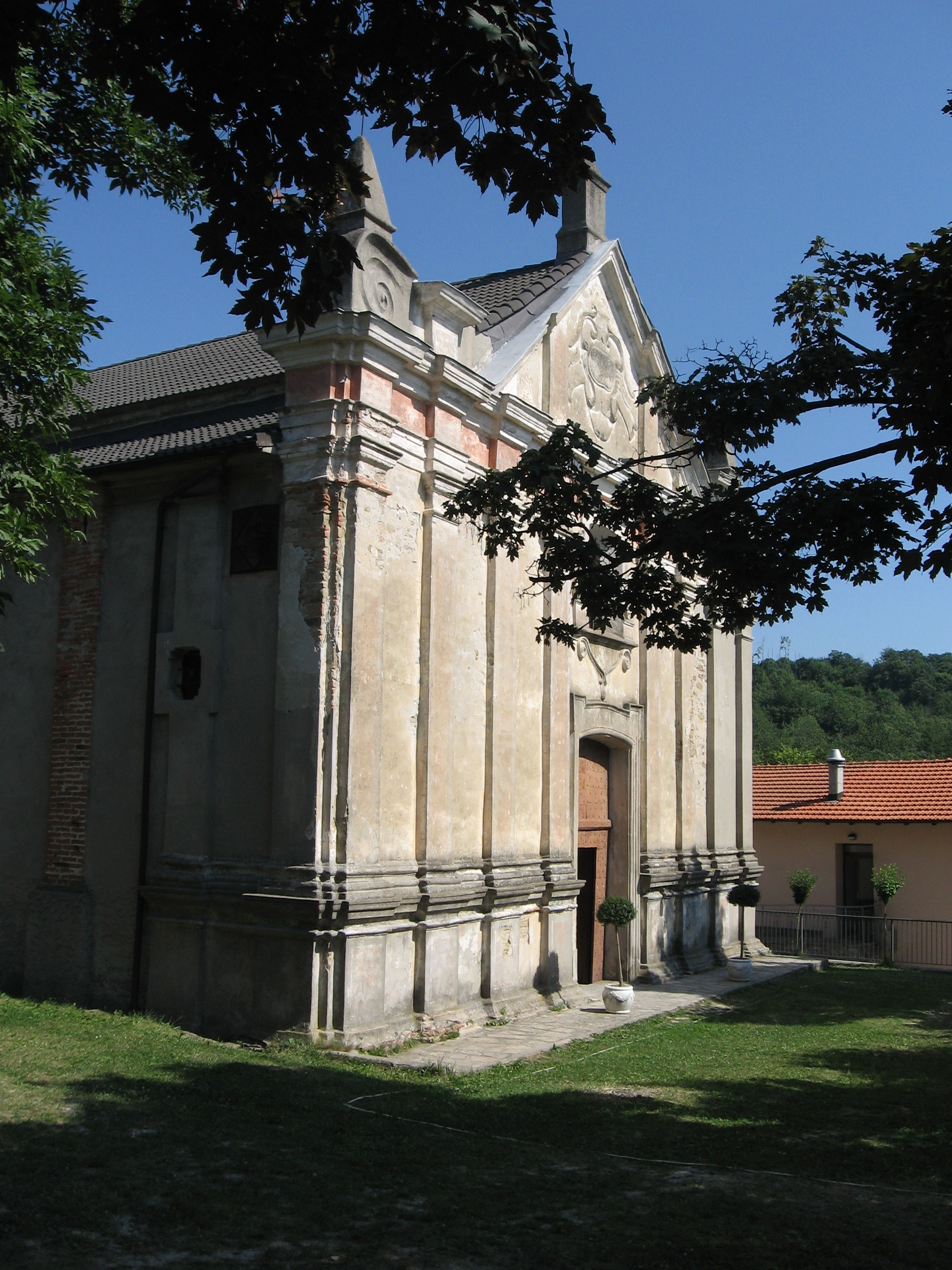
Santuario visto da davanti

Situato nelle vicinanze del Bric della Croce (m 787). A lato dell’edificio, si può ancora notare un orologio solare, ormai dimenticato dagli anni (ora è stato ristrutturato). Il campanile, alto 20 metri, ha due ordini di arcate e termina con una cuspide a cipolla di 3,5 metri. Quest’ultima è ricoperta da squame di lavagna a grandezze scalari.
Il Santuario è composto da tre navate: una centrale e da due laterali minuscole, collegate alla navata primaria, da quattro arcate per parte, che poggiano su pilastri. Tutto attorno e nelle volte, è un fiorire di dipinti barocchi pregevoli, stucchi, fregi, che abbagliano l’occhio anche al più inesperto di arte. La grazia delle colonne tortili, degli altari riccamente rappresentati dai santi, da angeli che sorreggono le colonne, è qualcosa di incredibile e di meraviglioso, per un Santuario posto in un pianoro deserto, dove solo la natura dei boschi e il silenzio assoluto, ammirano tale splendore di costruzione. Nella foto, si possono scorgere i dipinti della volta, in cui la finta finestra e il drappeggio, sono l’opera di un abile esecutore del trompe-l’oeil.
Entrando nel Santuario, a sinistra, vi è il primo altare laterale. Ciò che si nota subito, è il vuoto lasciato dal quadro rubato. Purtroppo, altri tre altari, sono stati oltraggiati dai pirati di arte sacra. Ai lati del quadro vuoto, fanno bella mostra due angeli stilòfori (che poggiano su due colonne rotonde).
Santuario B.V. Assunta (affresco di Giovanni Borgna da Martiniana Po, 1854-1902). Ciò che più stupisce di questo pittore (morto all’età di 47 anni), è la sua immensa prolificità di opere che ha eseguito in decine e decine di chiese e piloni. Senza contare le tele dei ritratti dei committenti o le tele dei Santi patroni che i parroci dei paesi piemontesi e liguri gli commissionavano. Il Borgna, oltre ad essere un ottimo pittore, era molto conosciuto, per cui non gli mancava certamente il lavoro. Ma tutte le opere, erano eseguite con la massima severità professionale, poiché ogni dipinto non poteva avere sbavature. Un valido aiuto a finire i suoi affreschi, l’ha avuto dalla sorella Rosa, che ha dipinto “alla pari” di Giovanni. Allievo di Andrea Gastaldi, il Borgna si è dedicato allo studio della pittura religiosa, ottenendo i più vasti consensi da tutti. I suoi collaboratori più stretti, oltre alla sorella Rosa, sono stati l’Arduino di Ormea, Vincenzo Odello di Ceva e Francesco Audissino. Giovanni Borgna era soprannominato Netô. Alcune tele sono firmate con tale nome: vedi, ad esempio, il Ritratto della modella preferita.

## Società

### Evoluzione demografica
Lo spopolamento del Comune ha portato in cento anni ad una riduzione del 75% della popolazione residente rispetto all'anno 1911.
Abitanti censiti

## Amministrazione
Di seguito è presentata una tabella relativa alle amministrazioni che si sono succedute in questo comune.
| Periodo        | Periodo        | Primo cittadino             | Partito                                                                | Carica  | Note  |
| -------------- | -------------- | --------------------------- | ---------------------------------------------------------------------- | ------- | ----- |
| 15 luglio 1985 | 9 giugno 1990  | Francesco Germano           | Democrazia Cristiana                                                   | Sindaco | [ 7 ] |
| 9 giugno 1990  | 24 aprile 1995 | Francesco Germano           | Democrazia Cristiana                                                   | Sindaco | [ 7 ] |
| 24 aprile 1995 | 14 giugno 1999 | Giacomo Galliano            | Partito Popolare Italiano                                              | Sindaco | [ 7 ] |
| 14 giugno 1999 | 14 giugno 2004 | Giacomo Galliano            | L'Ulivo, Partito Democratico della Sinistra, Partito Popolare Italiano | Sindaco | [ 7 ] |
| 14 giugno 2004 | 8 giugno 2009  | Adriano Bartolomeo Manfredi | lista civica                                                           | Sindaco | [ 7 ] |
| 8 giugno 2009  | 26 maggio 2014 | Adriano Bartolomeo Manfredi | lista civica                                                           | Sindaco | [ 7 ] |
| 26 maggio 2014 | 27 maggio 2019 | Adriano Bartolomeo Manfredi | lista civica: Gottasecca 1                                             | Sindaco | [ 7 ] |
| 27 maggio 2019 | in carica      | Marco Malnati               | lista civica                                                           | Sindaco | [ 7 ] |

## Galleria d'immagini

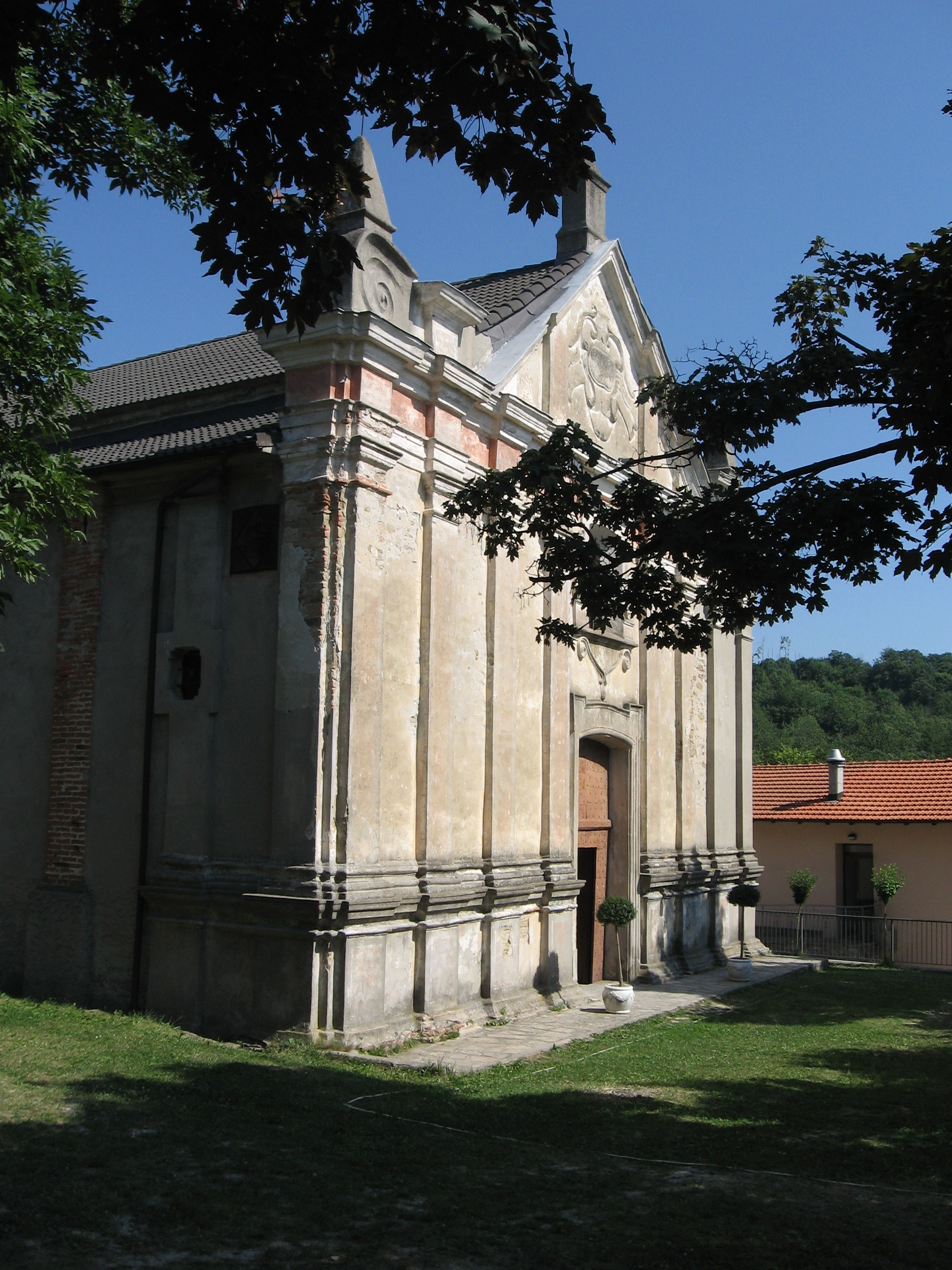
Facciata del Santuario della Madonna Assunta. Attualmente di forme omogeneamente barocche, XVII secolo, se ne testimoniano origini che risalgono ai secoli VII/VIII.
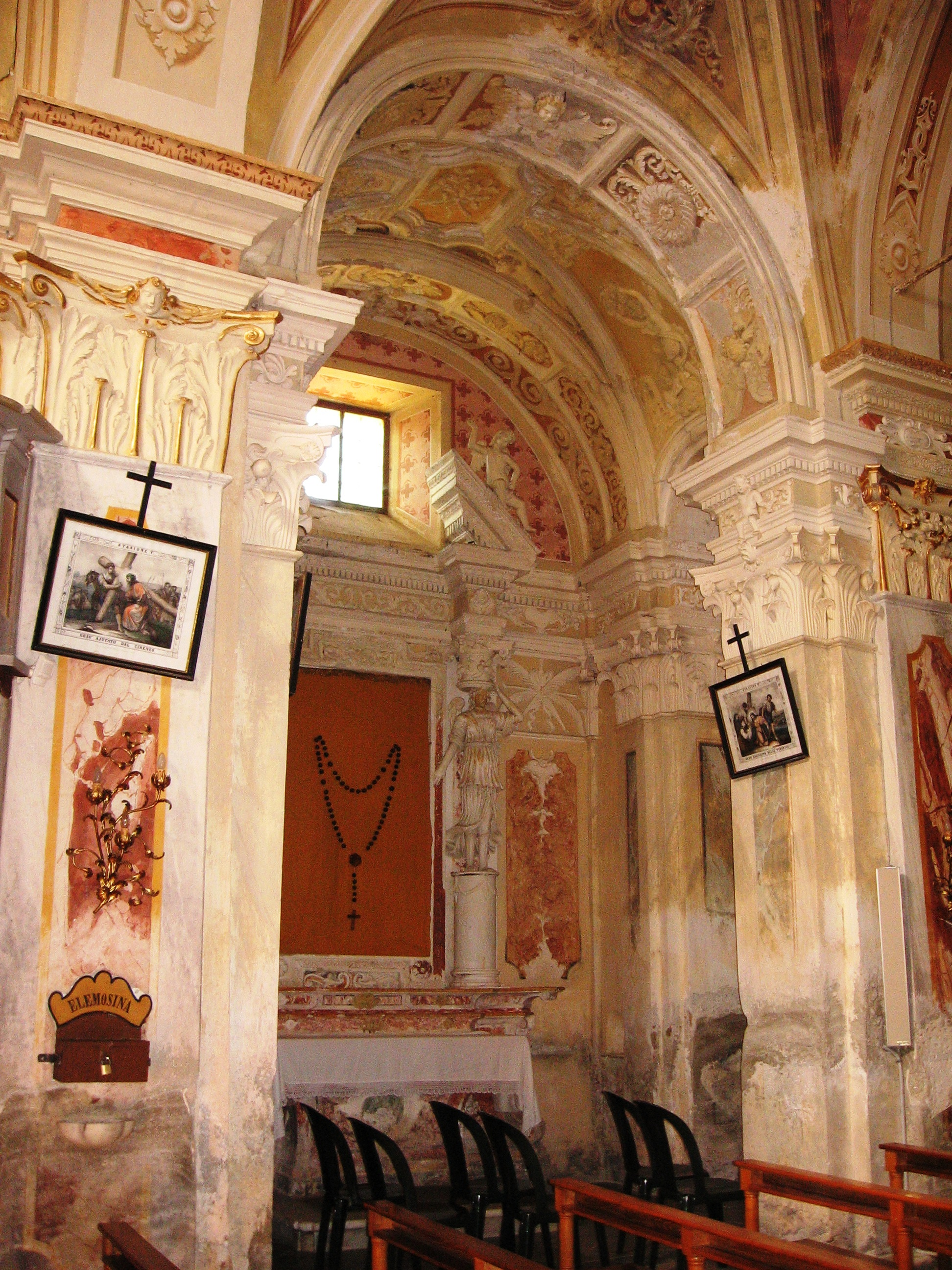
Interno del Santuario. Si evidenziano le strutture e le ricche decorazioni in stucchi e apposizioni barocche.
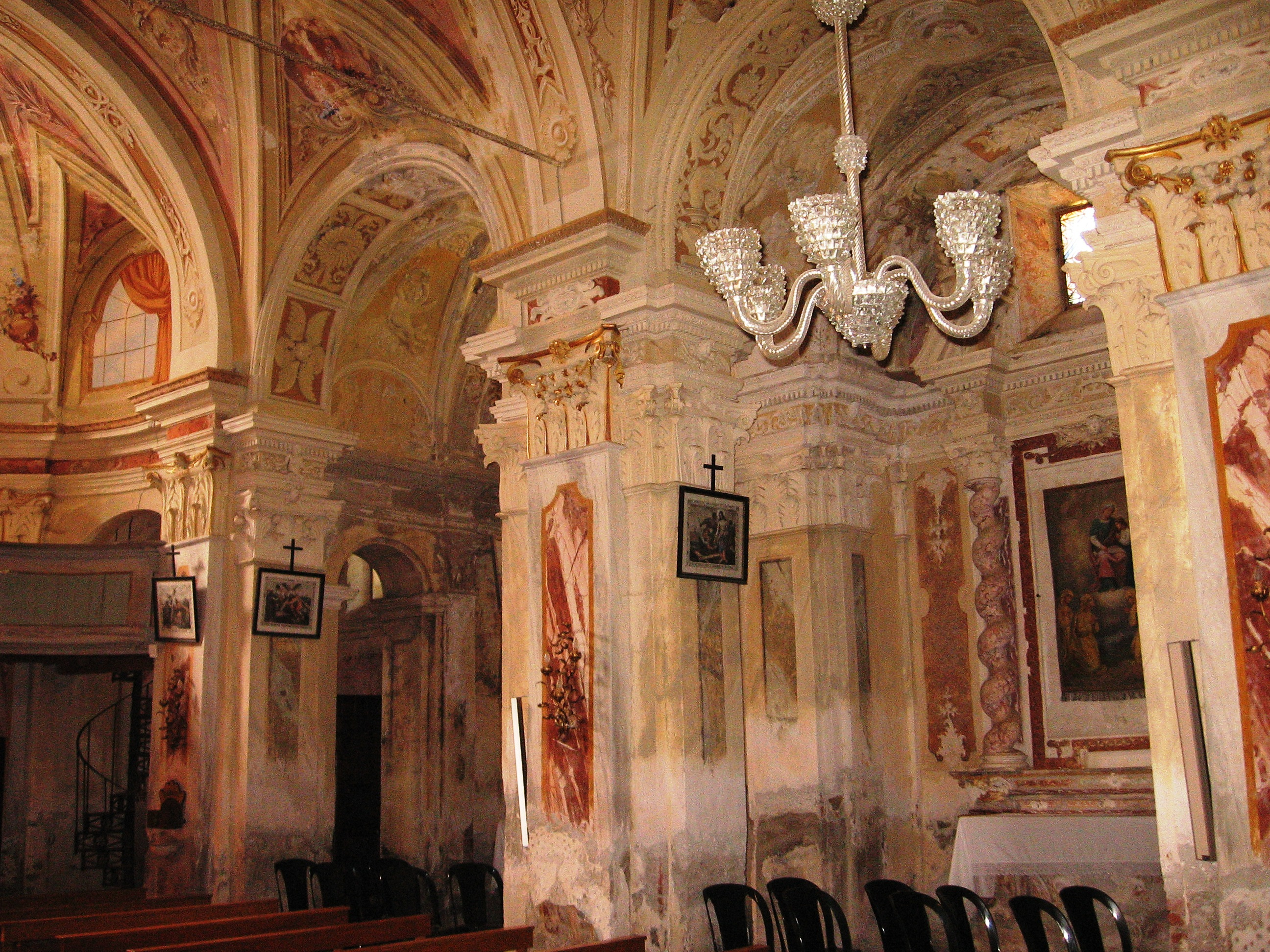
Scorcio del lato sinistro con parte della tribuna sopra l'ingresso.
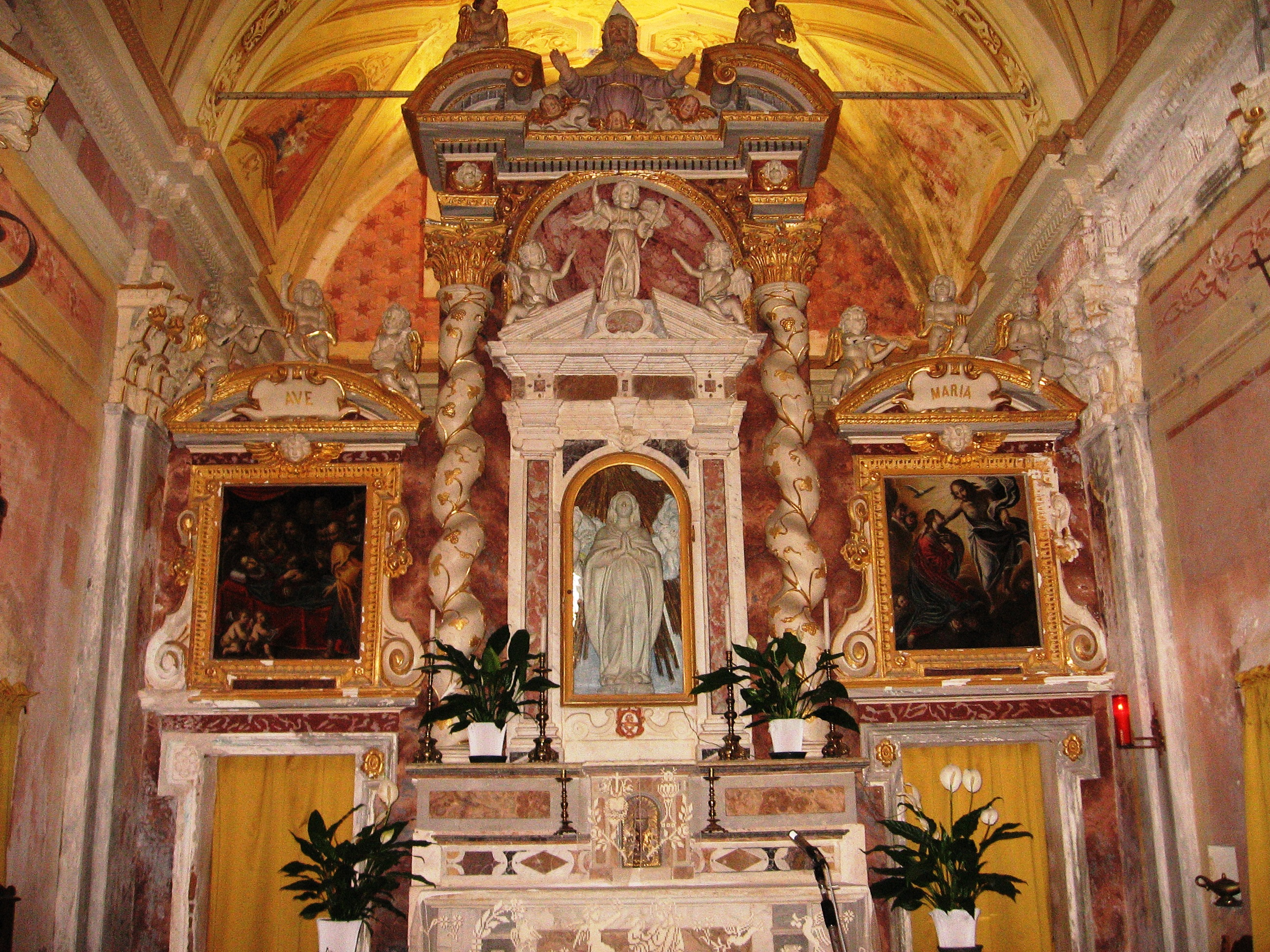
L'Altare Maggiore con le tele seicentesche e la statua in marmo della Vergine Assunta.
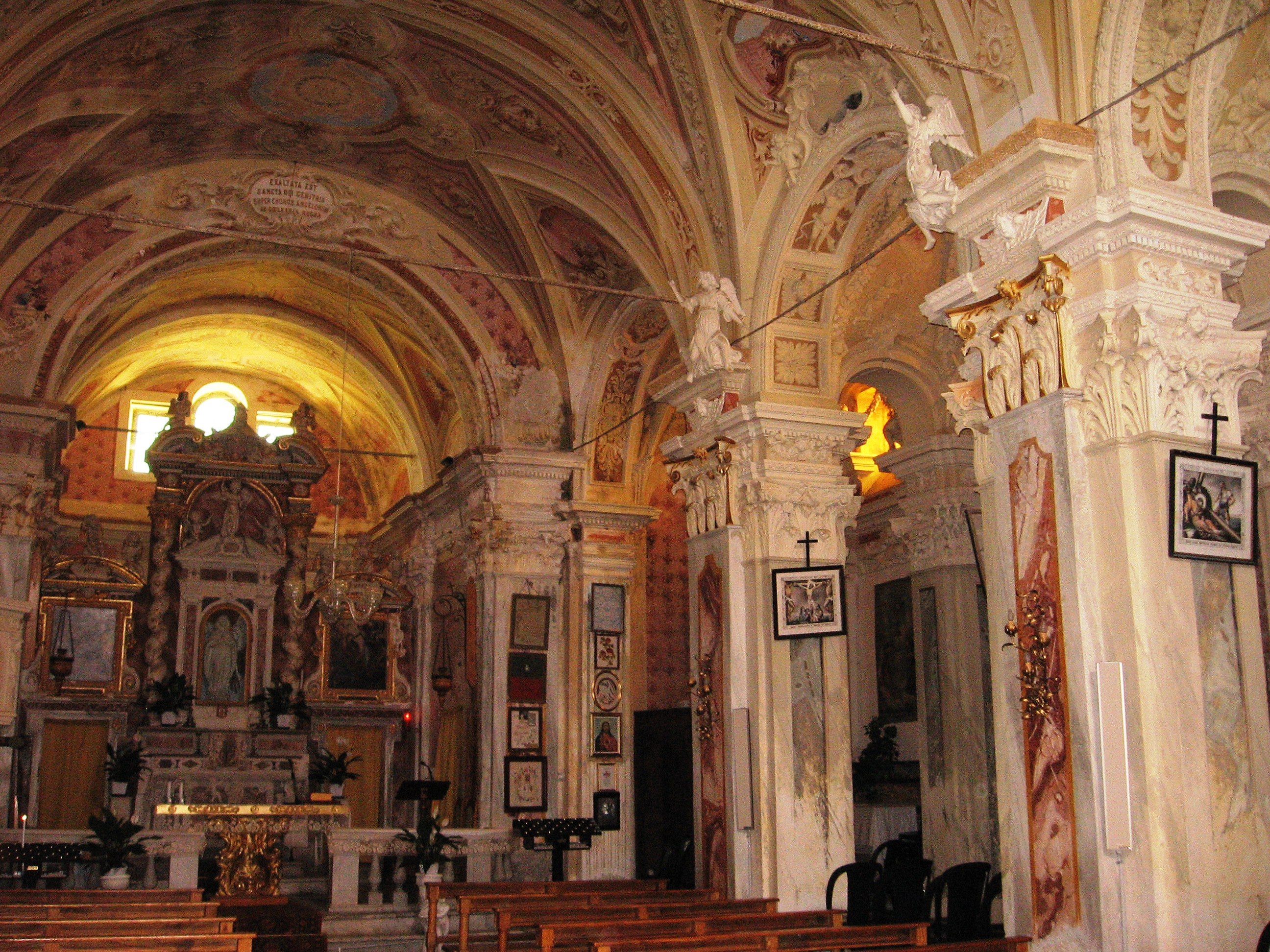
Lato destro dell'interno del Santuario con le figure in aggetto in stucco degli Angeli festanti.
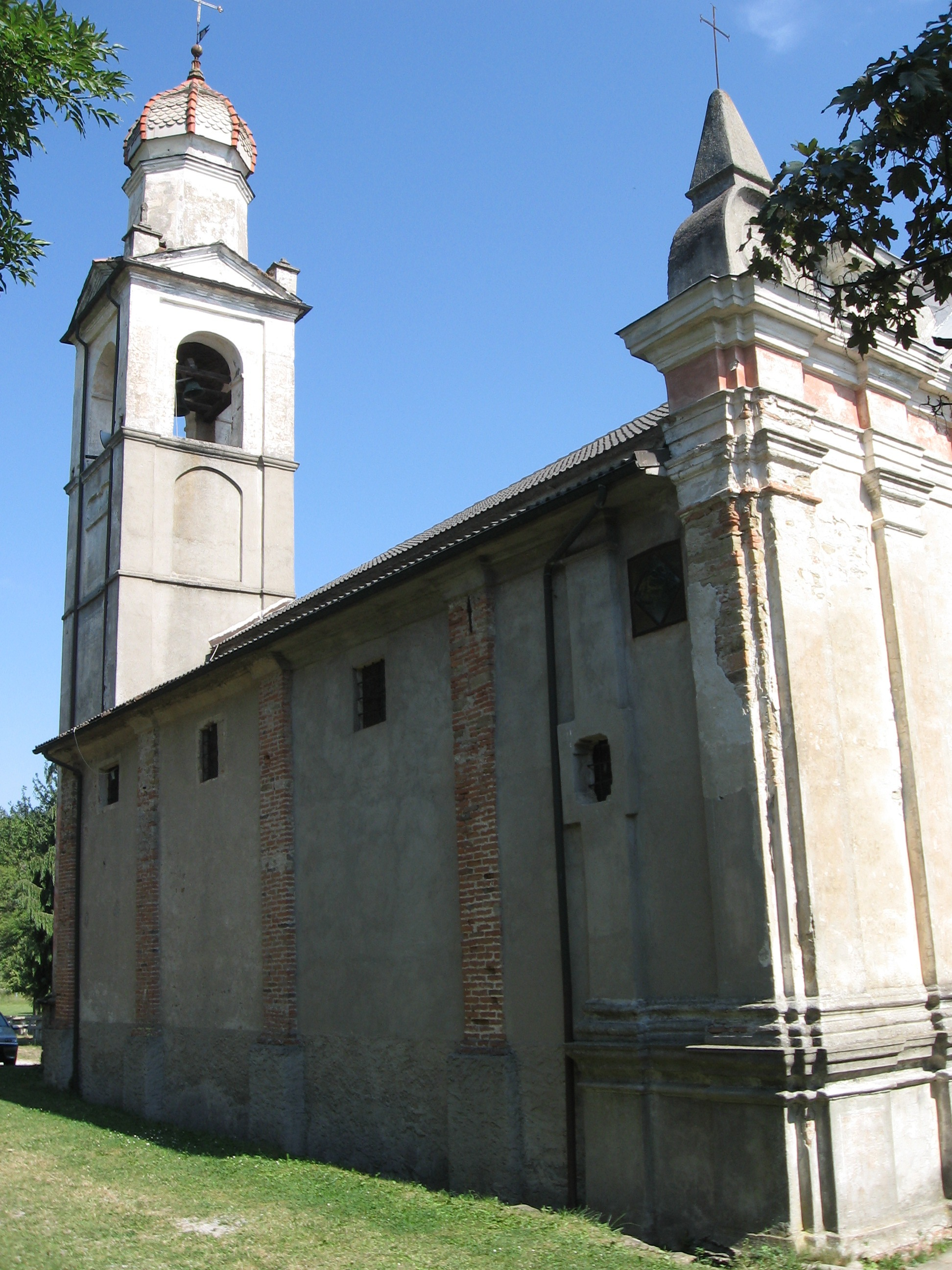
Il lato sinistro, a monte, del Santuario, col campanile.
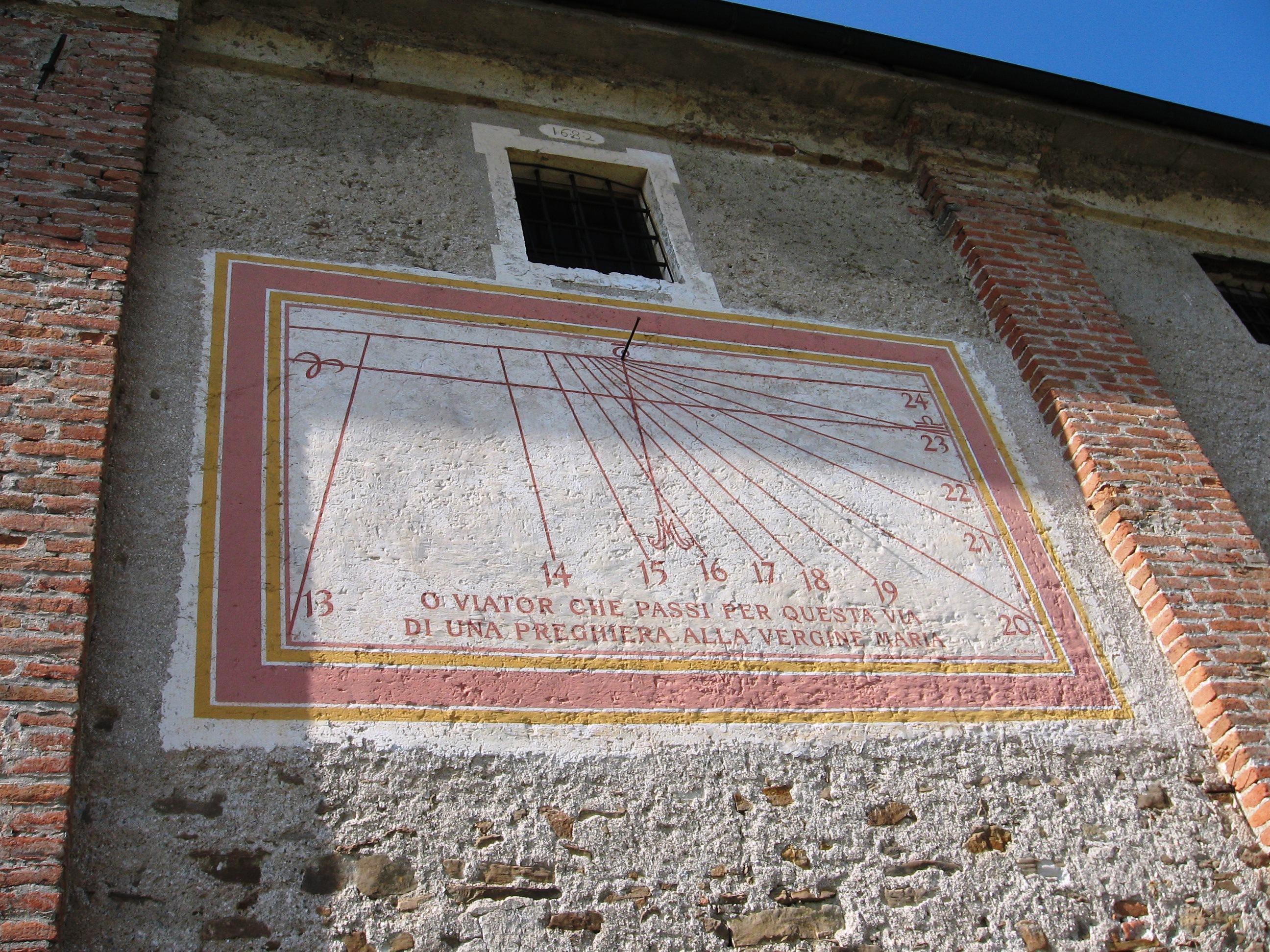
Meridiana sul lato destro del Santuario. "O viator...". In alto sulla cornice della finestra, la data 1682.
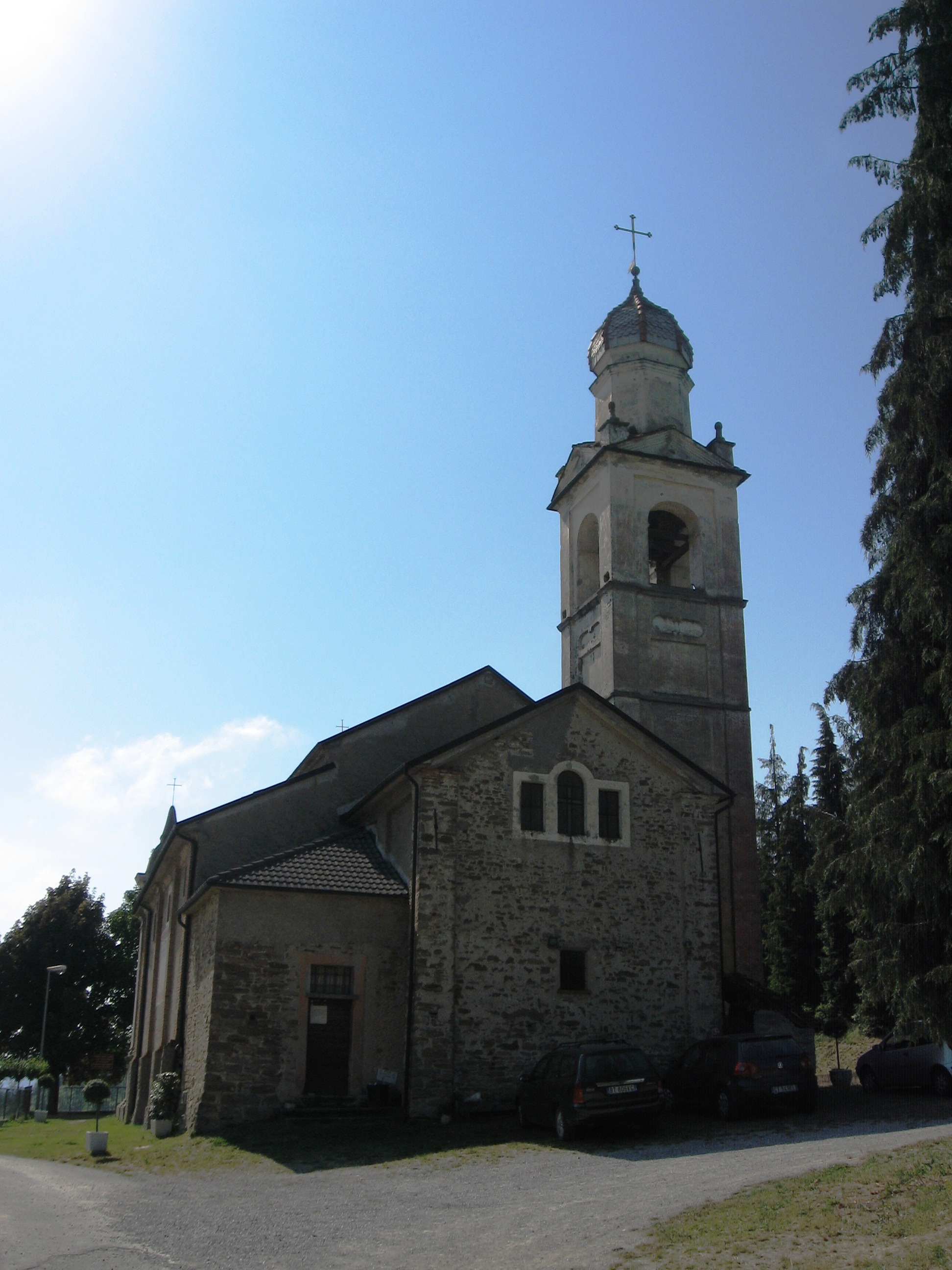
Lato posteriore del Santuario.
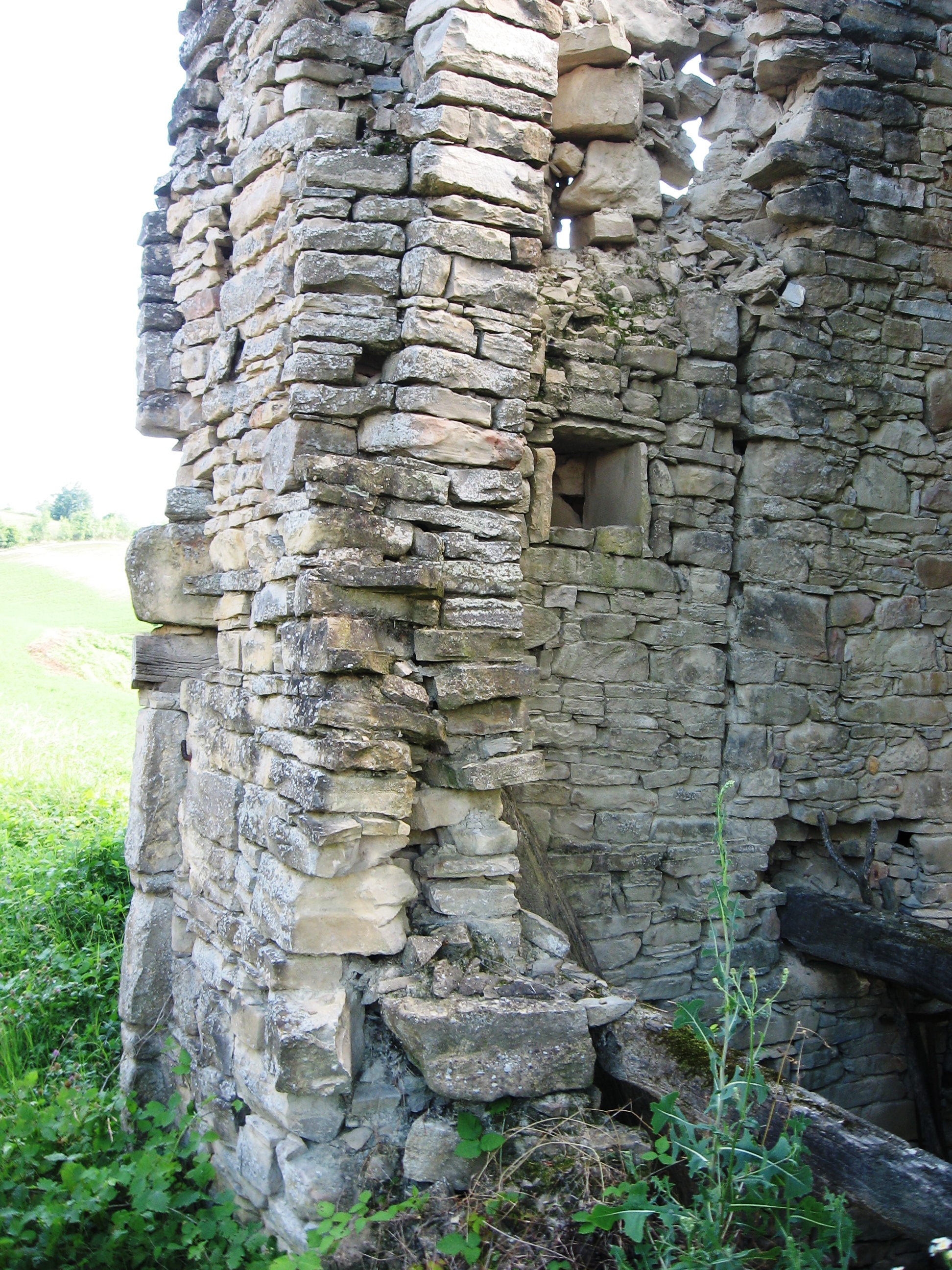
Antica cascina, con tipologie costruttive in pietra a secco.
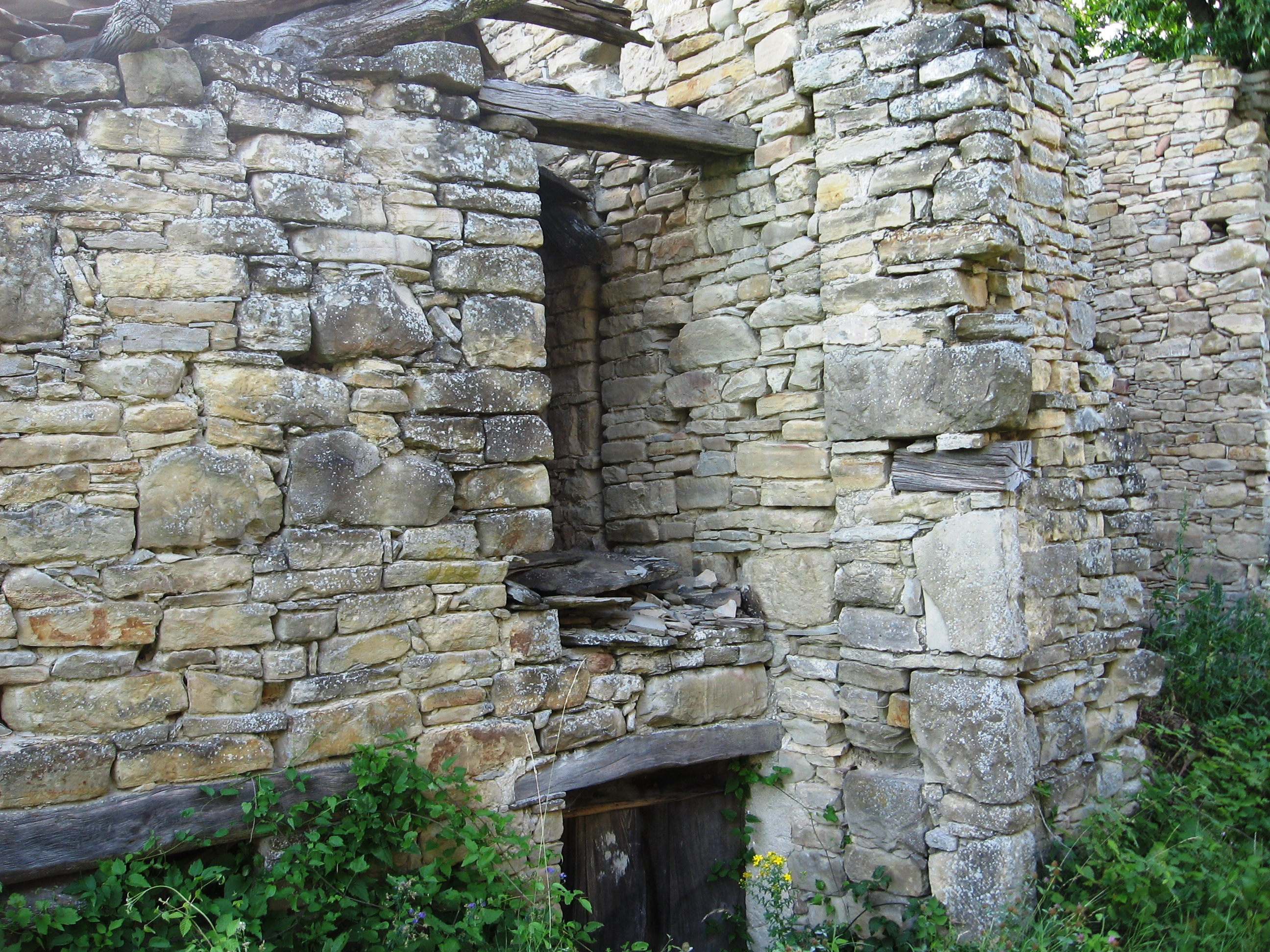
Altro particolare delle strutture murarie della cascina.
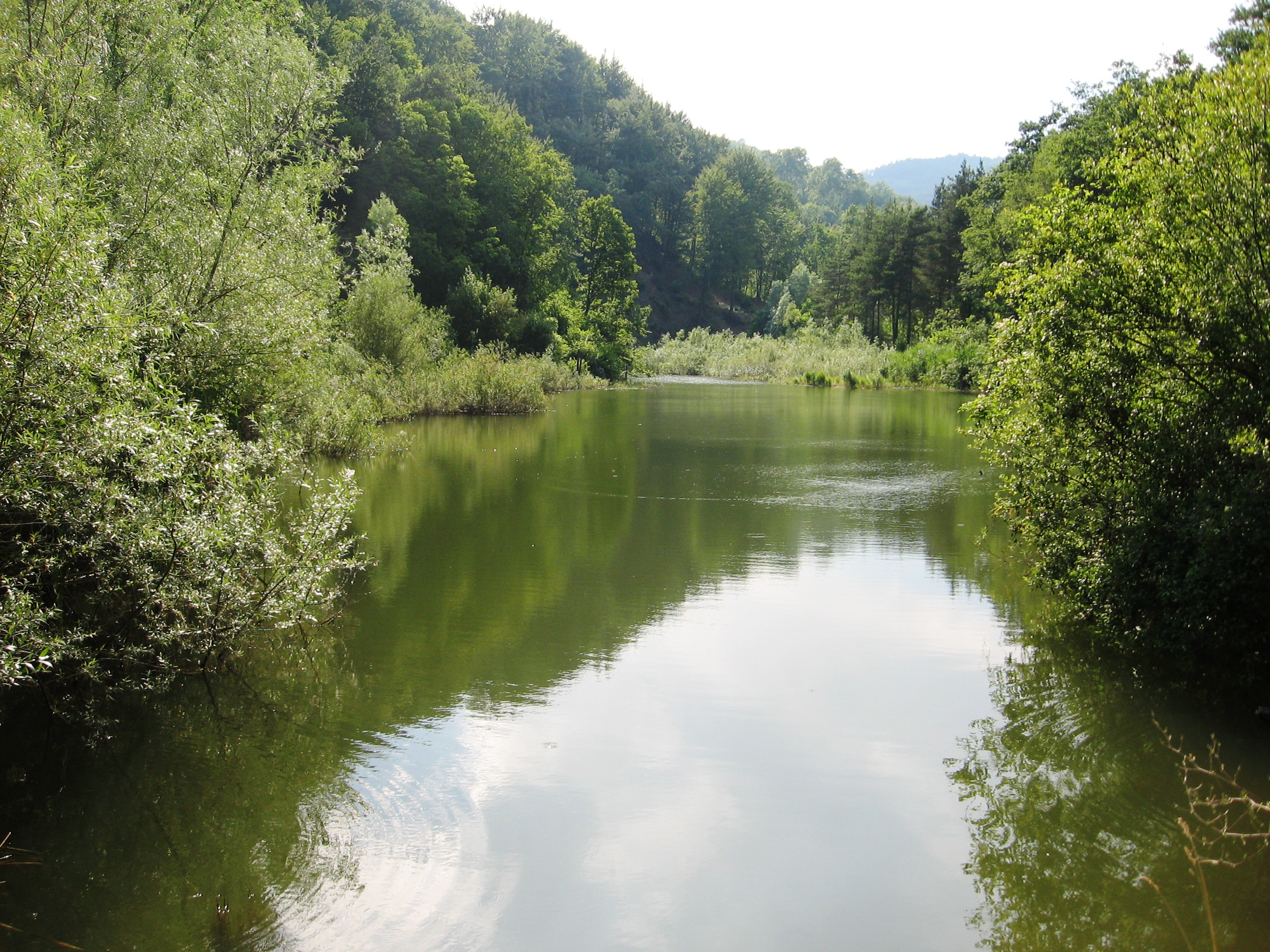
Area naturale del " Lago del Vaglio" in località Sarugi. Oasi protetta per la fauna.
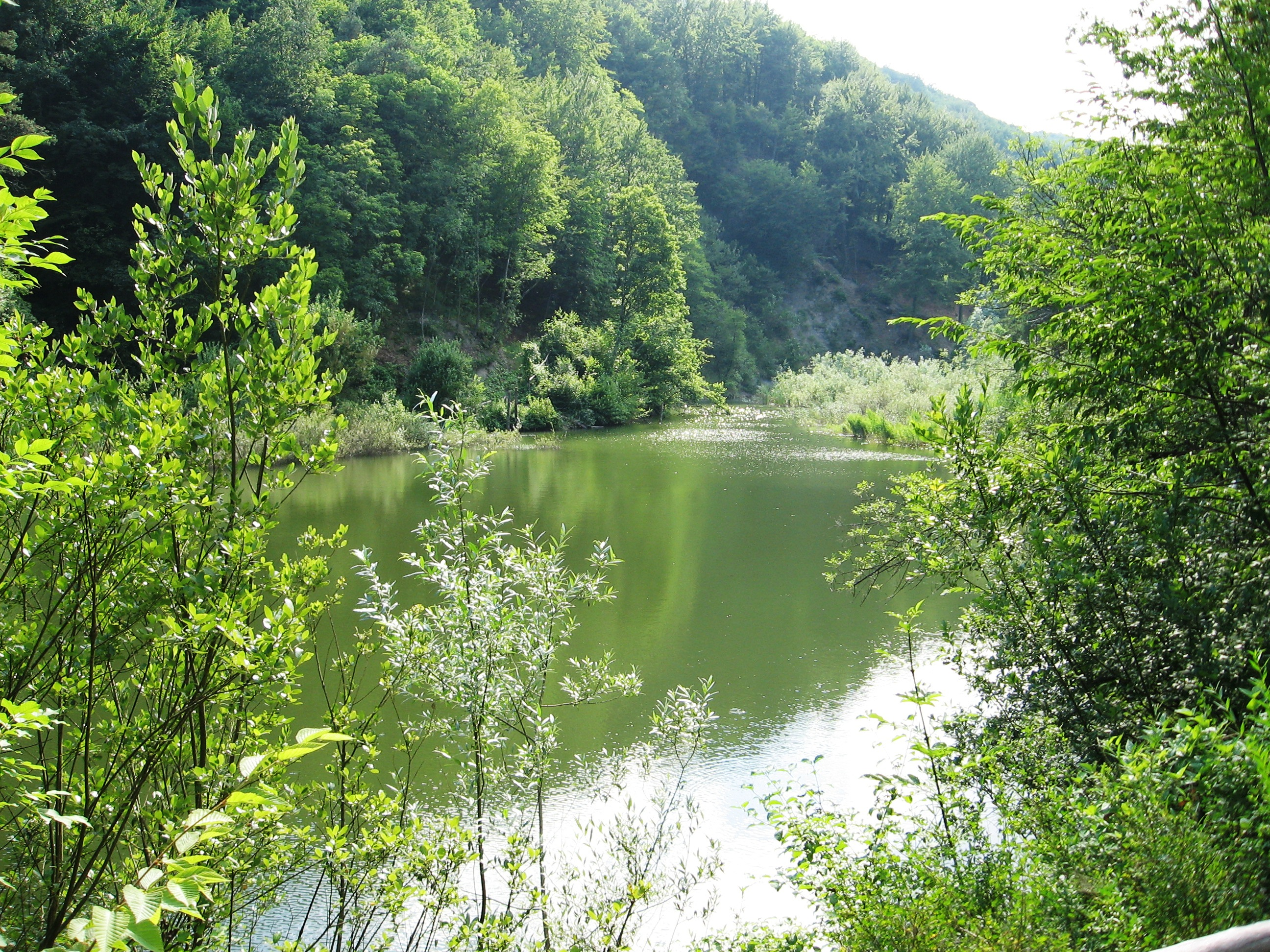
Altra suggestiva immagine del Lago del Vaglio, nel pomeriggio di luglio.
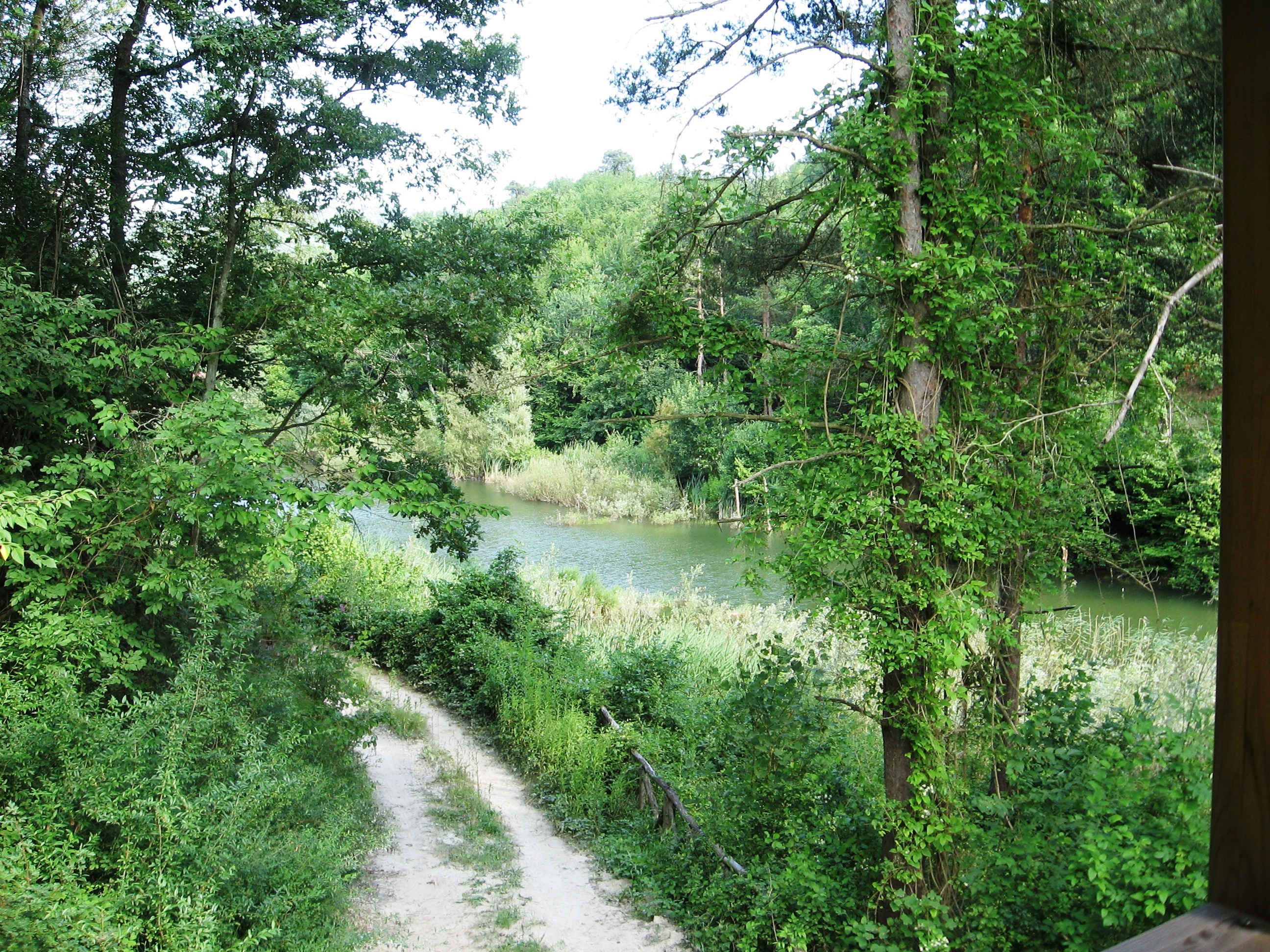
Veduta del Lago del Vaglio da una delle torri per il "birdwatching". Il lago ospita pesci, batraci, uccelli acquatici e molte specie botaniche di area umida.
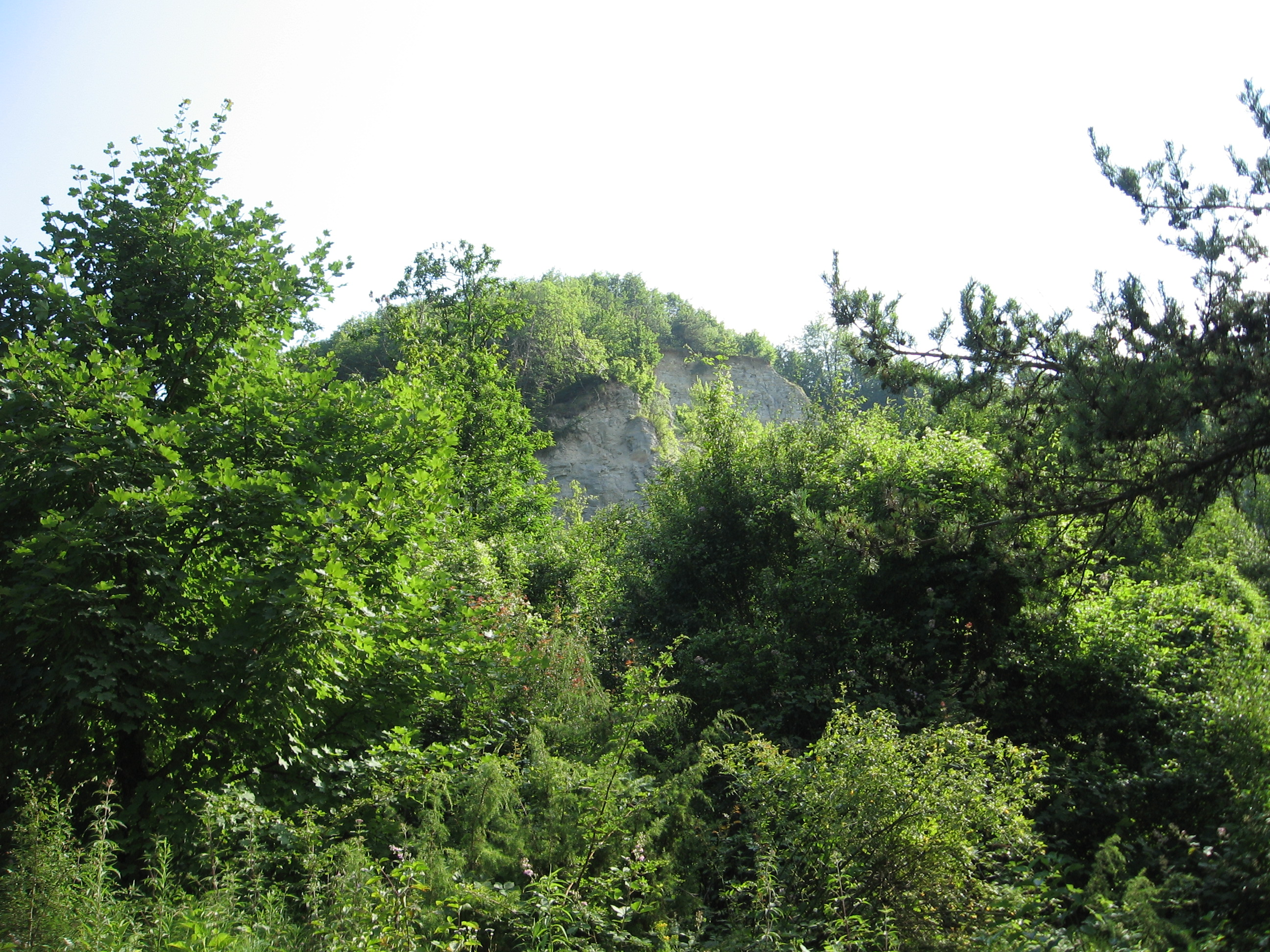
Formazioni geologiche. Creste marnose prodotte dall'erosione ai Sarugi.